# Jean-Pierre Deweer
Jean-Pierre Deweer (Oudenaarde, 6 november 1923 - aldaar, 1 november 2013) was een Belgisch militair, auteur, historicus, oogarts en politicus.

## Biografie
Vanaf zijn 16de was Deweer lid van het reserveregiment van het Belgisch leger. Gedurende de Tweede Wereldoorlog was hij actief in het verzet als koerier en in het verzamelen van inlichtingen. In 1948 studeerde hij af aan de Universiteit van Gent als oogarts.
In Oudenaarde was hij actief in verschillende organisaties waaronder ook de politiek en was gemeenteraadslid van Oudenaarde van 1976 tot 1988, lid van de vrijwillige brandweer, voorzitter van de Lions Club Oudenaarde en ondervoorzitter van het Rode Kruis Oudenaarde. Hij zat ook in het beheerscomité van de gevangenis van Oudenaarde en was Justitiecommandeur van de Orde van Sint-Jan van Jeruzalem.
Deweer overleed aan kanker. De uitvaartplechtigheid vond plaats in de Sint-Walburgakerk te Oudenaarde. Hij was getrouwd en had vier kinderen.

## Erkentelijkheden
- Kruis van Commandeur in de Orde van Leopold II
- Kruis van Officier in de kroonorde
- Kruis van Officier in de Leopoldsorde
- Oorlogskruis met zwaarden
- Burgerlijk Kruis I
- Bundes Verdienstkreuz 1° Klasse des Verdienstordens der Bundesrepubliek Deutschland
- Chevalier de l' Ordre des Palmes Academique de la République Française
- General Service Cross van het Verenigd Koninkrijk
- Medaille Meester Strijder voor Europa
- Medal of Merit
- Groot Officier in de Orde van het Belgische Rode Kruis

- Gemeinsame Normdatei: 1213393639
- International Standard Name Identifier: 0000 0004 4387 6045
- Nederlandse Thesaurus van Auteursnamen: 380671034
- Virtual International Authority File: 311822837
- WorldCat: E39PBJppGHxPBGfFyHXXPQFh73